# María Cotiello

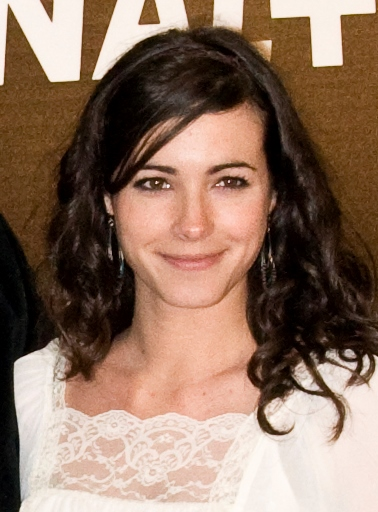
María Cotiello (2010)

María Cotiello Pérez (* 21. November 1982 in Gijón, Asturien) ist eine spanische Schauspielerin.

## Leben
Pérez wurde am 21. November 1982 in Gijón geboren. Mit 15 Jahren sammelte sie erste Erfahrungen als Schauspielerin. 2001 zog sie nach Madrid, um an der Real Escuela Superior de Arte Dramático das Schauspiel zu lernen. Sie studierte außerdem Spanisch, insbesondere die asturische Sprache, für deren Status als offizielle Amtssprache Asturiens sie sich einsetzt.
Ab 2006 wirkte Pérez in verschiedenen Fernsehserien mit. So spielte sie von 2006 bis 2007 in 76 Episoden der Fernsehserien SMS, sin miedo a soñar die Rolle der Eva. Danach war sie bis einschließlich 2009 in 186 Episoden als Matilde Roldán in Amar en tiempos revueltos zu sehen. Weitere, wiederkehrende Rollen übernahm sie in den folgenden Jahren unter anderem in den Fernsehserien Hay alguien ahí, Los protegidos, Bandolera oder auch Seis hermanas. Von 2020 bis 2021 wirkte sie in der Fernsehserie El Cid, die von dem kastilischen Ritter und Söldnerführer El Cid handelt, mit.

## Filmografie (Auswahl)
- 2006: Estudio 1 (Fernsehserie)
- 2006–2007: SMS, sin miedo a soñar (Fernsehserie, 76 Episoden)
- 2007: Las 13 rosas
- 2007–2009: Amar en tiempos revueltos (Fernsehserie, 186 Episoden)
- 2008: Almas perdidas (Kurzfilm)
- 2009: Cielo rojo al amanecer (Kurzfilm)
- 2009–2010: Hay alguien ahí (Fernsehserie, 26 Episoden)
- 2010: Un poema (Kurzfilm)
- 2010: Septiembre (Kurzfilm)
- 2010–2011: Los protegidos (Fernsehserie, 15 Episoden)
- 2012–2013: Bandolera (Fernsehserie, 19 Episoden)
- 2014: Objetos perdidos (Kurzfilm)
- 2014–2015: Bajo sospecha (Fernsehserie, 8 Episoden)
- 2015: El ministerio del tiempo (Fernsehserie, Episode 1x07)
- 2015: Hospital Real (Fernsehserie, 2 Episoden)
- 2016–2017: Seis hermanas (Fernsehserie, 25 Episoden)
- 2017: Como la espuma
- 2017: Agostu (Kurzfilm)
- 2018–2019: Centro médico (Fernsehserie, 11 Episoden)
- 2018–2019: 14 de abril. La República (Fernsehserie, 5 Episoden)
- 2020–2021: El Cid (Fernsehserie, 3 Episoden)